# Кусик Володимир Федорович
Кусик Володимир Федорович (нар. 14 липня 1965, м. Луцьк) — гончар, заслужений майстер народної творчості України. Художник декоративно-ужиткового мистецтва. Голова Волинського обласного осередку національної спілки майстрів народного мистецтва України.

## Біографія
Любов до естетики передалася від мами, яка дуже гарно вишивала[ненейтрально]. Це були початки художнього ремесла, яке припало до душі. Змалку обожнював творити, малювати — тому обрав вступ у Львівську академію мистецтв на відділ кераміки. Вивчив усі методи роботи з керамікою, але найбільше тягнуло до гончарства. Тож у цьому напрямку працює, виготовляючи різні речі побутового характеру.
З 90-х років учасник всеукраїнських та міжнародних виставок.
Від 1995 року — викладач Луцького вищого професійного училища будівництва та архітектури.
Створює гончарний посуд, керамічну пластику, монументальну кераміку, роботи для інтер'єрів та екстер'єрів.